# Ryan Minor
Pour les articles homonymes, voir Minor.
Ryan Minor, né le 5 janvier 1974 à Canton (Ohio) et mort le 22 décembre 2023 à Salisbury dans le Maryland d'un cancer du colon, est un joueur de basket-ball, également joueur et entraîneur de baseball américain. Il évolue au poste d'ailier au basket-ball, et joueur de troisième base au baseball. Son frère jumeau Damon est lui aussi un joueur de baseball.

## Biographie

### Carrière
Ryan Minor est drafté par les 76ers de Philadelphie en 1996, il est également sélectionné lors du 33e tour du repêchage de la Ligue majeure de baseball 1996. Il choisit de faire carrière dans le baseball. Après deux saisons en ligue mineure, il rejoint la MLB en jouant pour les Orioles de Baltimore de 1998 à 2001, puis pour les Expos de Montréal en 2001. Après plusieurs saisons en ligue mineure, il devient entraîneur de baseball.